# Patriarkh
A Patriarkh (cirill betűkkel: ПАТРИАРХЬ) egy lengyel black metal zenekar, melynek székhelye Białystok. Az együttes a Batushka nevű zenekarból ered, amelyből jogi vitát követően vált ki. Zenéjüket és szövegeiket a keleti ortodox egyházra jellemző, hagyományos himnuszok, énekek, az egyház történelme és konfliktusai, valamint a regionális néphagyomány ihlette. A zenekar tagjai keleti stílusú miseruhát, keleti ortodox sémákat, mitrákat és kámzsákat viselnek az élő fellépések során.

## Neve és története
A Patriarkh a Batushka zenekaron belüli széthúzás után jött létre. Miután Bartłomiej Krysiuk és a Batushka alapítója, Krzysztof Drabikowski jogi konfliktusba keveredett a név jogai miatt, mindkét fél a Batuskha nevet használta.
2019 áprilisában a zenekar megosztott egy közleményt, miszerint a Batushka zenekar tagjai a Metal Blade Recordshoz szerződtek, és 2019 júniusában új zenét adnak ki.
Egy hónappal később Bartłomiej Krysiuk a zenekara közösségi oldalain keresztül megosztotta a bírósági dokumentumokat, amelyek szerint törvényes joga van a "Batushka" név alatt zenét előadni és kiadni.
2019 júniusa és 2024 januárja között a zenekar egy teljes hosszúságú albumot, két minialbumot, két live-albumot és egy válogatásalbumot adott ki. Ebben az 5 éves időszakban a zenekar többször turnézott Európában és az Egyesült Királyságban, illetve volt két kiterjedt turné Észak-Amerikában, amelyek mindegyike érintette Kanadát, az Egyesült Államokat és Mexikót (először 2022-ben, majd 2023-ban ismét), Japánban és Délkelet-Ázsiában 2023-ban és 2024-ben is.
2024 májusában a lengyel bíróságok elsőfokú ítéletükben megváltoztatták döntésüket (amely a Batushka név jogait Krysiuknak adta), és Drabikowskinak adták a jogokat. Krysiuk közölte, hogy fellebbezni fog a döntés ellen, miközben folytatja a 2024-es terveiket.

## Átnevezés (2024–napjainkig)
Nem sokkal 2024 májusát követően Krysiuk zenekara új koncertsorozatot jelentett be. Ezeket a koncerteket úgy reklámozták, mint a "Batushka valaha volt utolsó koncertjeit". A következő turnék voltak ezek:
- Latin America Prophecy 2024 (aug. 1 - aug. 15)[8]
- Czarna Pashca II (szept. 6 – szept. 22)  (Shadohm & Terrordome zenekarokkal)
- Epic Prophecy for Europe (szept. 26 – okt. 26) (VLTIMAS & God Dethroned zenekarokkal)[9][10][11]
- Asia Prophecy 2024 (nov. 29 – dec. 13)[12][13][14][15]

A "Czarna Pascha II" lengyelországi turnéra a zenekar az "ex-Batushka/PATRIARKH" ideiglenes becenevet használta. Új színpadfelépítést, további zenészeket és új köntösöket vezettek be. Emellett egy átdolgozott setlistet is bemutattak, amely a teljes Batushka-katalógus dalaiból állt össze, amit egy vadonatúj PATRIARKH-dalokból álló szett következett. A zenekar négy új dalt épített be a listába: "Wierszalin III", "Wierszalin IV", "Wierszalin VIII", "Wierszalin IX".
2024. szeptember 9-én Bartłomiej Krysiuk az együttes közösségi oldalain keresztül hivatalosan is bejelentette, hogy nem használják tovább a "Batushka" nevet, és "Patriarkh" (cirill betűkkel Патриархь) néven fognak újjáalakulni.
2024. szeptember 20-án a zenekar egy különleges, élőben közvetített, fizetős eseményt tartott a krakkói koncertről. Ezt a koncertet valós időben közvetítették, így a rajongók a világ minden tájáról szemtanúi lehettek a Batushka Patriarkává válásának. Az esemény a koncert után további 48 órán keresztül volt megtekinthető.
A névváltoztatást az "Australasia" turnéjuk utolsó koncertje után, 2024. december 13-án, az ausztráliai Melbourne-ben tették hivatalossá.

## Sinfonia Orthodoxia és a "Prophet Ilja" megjelenése
2025. január 3-án a Patriarkh megtartotta az Eliasz Klimovics ihlette "PROPHET ILJA" című album bemutatkozó koncertjét Łódźban, a Klub Wytwórnia-ban. Ez volt a "PATRIARKH" nyitókoncertje. A zenekar előadta a teljes új albumot, valamint néhány régebbi szerzeményt különleges szimfonikus feldolgozásokban, amelyeket a Squad Kulturalny zenekar és a Marzena Masłowska által vezetett Singing Heads Choir adott elő. A hangszerelést és a kórus feldolgozásokat két podlasie-i zenész, Marek Kubik és Marek Papaj készítette. A műsorba multimédiás elemeket és az új "Prophet Ilja" album tartalmához kapcsolódó rövid színdarabokat előadó színészeket is beépítettek.

## Tagok
- Bartłomiej "Барфоломей" Krysiuk- énekes (2018–napjainkig)
- Rafał "Тарлахан" Łyszczarz- gitár (2018–napjainkig)
- Jakub "Мoнax Борута" Śliwowski- gitár (2020–napjainkig)
- Michał "Архангел Михаил" Staczkun- gitár (2023–napjainkig)
- Paweł "Лех" Jaroszewicz- dob (2018–napjainkig)
- Jacek "Хиацынтос Яца" Wiśniewski- kórus ének (2018–napjainkig)
- Andrzej "Язычник" Popławski- kórus ének (2018–napjainkig)

## Diszkográfia
Albumok:
- Hospodi (2019)
- Prophet Ilja (ПРОРОК ИЛИЯ) (2025)

Minialbumok:
- Raskol (2020)
- Carju Niebiesnyj (2021)

Live-albumok:
- BLACK LITURGY (ЧЕРНАЯ ЛИТУРГИЯ) (2020)
- BLACK RITUALS (ЧЕРНЫЕ РИТУАЛЫ)- Liturgy in Budapest 2021 (2024)

Válogatásalbumok:
- Maria (2022)

## Fordítás
Ez a szócikk részben vagy egészben  a   Patriarkh című angol Wikipédia-szócikk ezen változatának fordításán alapul.  Az eredeti cikk szerkesztőit annak laptörténete sorolja fel. Ez a jelzés csupán a megfogalmazás eredetét és a szerzői jogokat jelzi, nem szolgál a cikkben szereplő információk forrásmegjelöléseként.